# Acacia aneura var. microcarpa
Acacia aneura var. microcarpa, es un arbusto o pequeño árbol de hoja perenne. Se trata de una especie endémica de Australia, encontrándose ejemplares en Australia Occidental, Australia Meridional y en Territorio del Norte. Es una leguminosa del género Acacia.

## Descripción
Se trata de un pequeño árbol o arbusto que puede alcanzar una altura de hasta 5 metros. Su área de distribución se encuentra en el ya mencionado estado de Australia Occidental, en una región muy concreta y delimitada comprendida entre Meekatharra y Mount Magnet, con casos aislados en la región de Pilbara en el oeste de Newman, extendiéndose hacia el este con ejemplares dispersos en el estado de Australia Meridional y en el sur del Territorio del Norte. Se da en suelo rojo margoso y suelo margoso-arcilloso laterítico.
Los filodios son planos o casi terete, gruesos (entre 4,5 a 8 cm de largo), con una anchura entre 0,8 a 1,8 mm, normalmente ligeramente doblados en las puntas. Las flores cuentan con sépalos de 0,7 a 0,8 mm de longitud, la corola cuenta con una longitud de aproximadamente 1,5 mm, y los estambres, de cerca de 2,5 mm. Las vainas son planas, oblongas (más largas que anchas), con 4 cm de largo y entre 5,5 a 8,5 mm de ancho.